# Голлю, Луи
Луи Голлю (фр. Louis Gollut; ум. 22 октября 1595, Доль) — бургундский историк, автор первой капитальной монографии по истории графства Бургундского.

## Биография
Происходил из буржуазной семьи, жившей в большом бурге Пем, на правом берегу реки Оньон, считавшемся в XVI веке городом и посылавшем своих представителей на провинциальные штаты. Известно имя его матери — Мари Лефор (Marie Le Fort).
Голлю начал свое образование в Доле (вероятно, в коллеже), затем прервал его ради путешествия по Италии и Пиренейскому полуострову вместе со своим однокашником и покровителем Клодом де Лабомом. Вернувшись в бургундскую столицу, продолжил обучение, записавшись в университет для прохождения курса права.
Был адвокатом при Дольском парламенте. В 1570 году назначен преподавателем латинской литературы в Дольском университете; сохранил эту должность до конца жизни. В качестве «принципала» в 1570—1575 руководил «грамматическим коллежем». В 1572 году опубликовал в Лионе латинскую грамматику, посвятив ее архиепископу Безансонскому Клоду де Лабому. В 1589 году издал «Памятные слова» (Paroles mémorables), небольшую работу, ставшую библиографической редкостью.
Имя его первой жены неизвестно, а вторым браком Голлю женился на Антонии Вюрри, дочери и наследнице прежнего мэра Доля Этьена Вюрри.
В 1591 году был избран виконтом-майором (мэром) Доля. Переизбирался на этот пост в 1592 и 1595 годах. Умер 22 октября 1595, возможно, став жертвой эпидемии дизентерии.
Голлю первым предложил идею строительства канала Рона-Рейн, осуществленную через два столетия после его смерти.
Главное сочинение Луи Голлю «Исторические мемуары о секванской республике и принцах Вольного Графства Бургундии» создавалось в 1575—1590 годах, и было издано в 1592. Эта работа соединяет стиль средневековой хроники с элементами систематизированного изложения материала, и является одной из первых франкоязычных монографий, посвященных региональной истории. Недостатками этого произведения считают то, что автор не всегда беспристрастен, и нечасто цитирует источники.
Губернатор Безансона, раздраженный тем, что Голлю оспаривал статус его города, как столицы Франш-Конте, приказал публично сжечь книгу, и под угрозой штрафа запретил ее продавать в пределах своей юрисдикции. Голлю защищался от обвинений в «Мемуаре», упомянутом в каталоге манускриптов президента Шифле.
Экземпляры, изданные в 1647 году в Дижоне, отличаются лишь изменениями фронтисписа. «Исторические мемуары» были переизданы в 1846 году; последнее издание (репринт) вышло в 1978.
17 августа 1839 муниципальный совет Доля назвал одну из улиц именем историка.
Другие сочинения:
- Gemnasii Dolani Grammatica latina. — Lugduni, 1572, in-8°
- Paroles mémorables de quelques grands personnages, entre lesquelles sont plusieurs mots joyeux et rustiques. — Dole: A. Dominique, 1589, in-12°

Рукописи (для обучения его сына):
- Dictionnaire des personnes et des choses nommées dans l'histoire depuis sinq sent ans
- De Veterum philosophorum familiis, successionibus et regulis
- Sintagmata et institutiones œconomiæ litterariæ, rerumque politicarum et militarium
- Commentaires sur Pomponius Méla

Кроме этого, Голлю анонсировал издание «Жизни Филиппа II, короля Испании», которое так и не появилось.